# Epigrafia

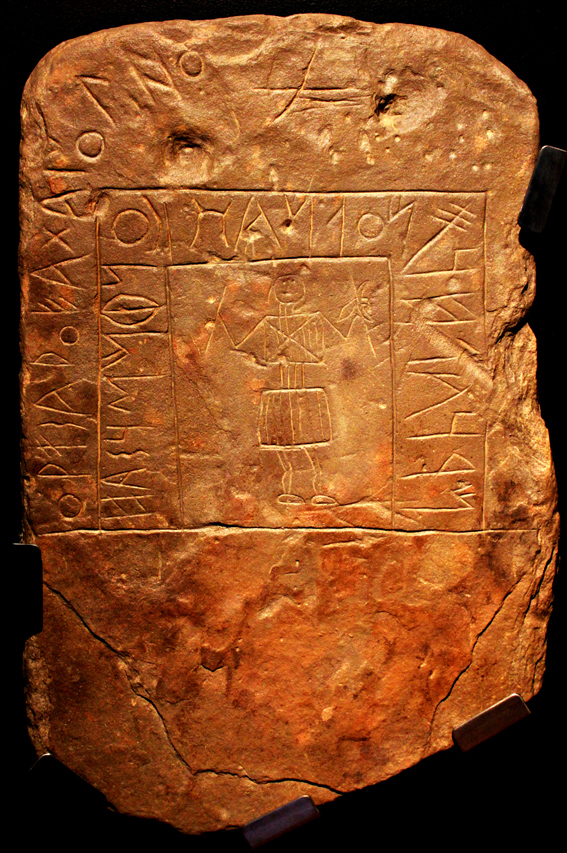
Escrita cónia do séc. VIII a. C.

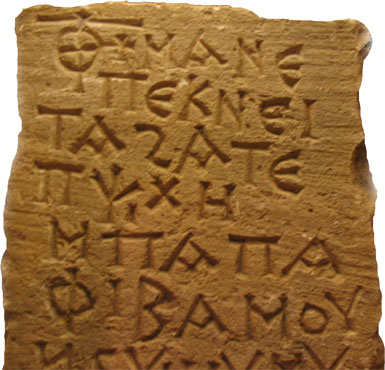
Inscrição copta, feita por volta do século III a.C.

Epigrafia (do grego επιγραφή; transl. epi-graphē "sobre-escrita", lit. "inscrição") é uma "ciência que estuda a forma como o Homem, em determinado momento, seleccionou ideias para as transmitir aos vindouros".
Há alguns anos a epigrafia era conhecida como ciência auxiliar da história, na qual se estudam as inscrições antigas, ou "epígrafes", gravadas em matérias sólidas (tais como a madeira, rocha, ossos, metal), visando obter a decifração, interpretação e classificação das inscrições. Entretanto, a noção de ciência auxiliar não tem mais uso no meio científico atual.
Embora também estude os estilos epigráficos usados nas moedas e similares, na realidade o estudo especializado das inscrições ou lendas que aparecem sobre estas são matéria da numismática.
Ciríaco de Ancona (1391-1455) é considerado o fundador da epigrafia.

## Taxonomia
A epigrafia pode se dividir segundo o seu objeto em religiosa e profana, bem como segundo o lugar ou do tempo dos monumentos que estuda (assim portuguesa, francesa, romana, da Idade Antiga, da Idade Média, etc.).
Também se pode dividir em virtude da tipologia de inscrições que estuda. Estes se podem reduzir a sete:
1. Inscrições votivas, dedicatórias ou sacras que se oferecem e dedicam à Divindade ou aos Santos.
2. Jurídicas, legais ou decretos.
3. Públicas ou monumentais que se gravam em construções de caráter público e oficial, por exemplo, edifícios, arcos de triunfo, pontes, pedras, etc. expressando o seu objeto.
4. Históricas que geralmente são comemorativas de um feito importante
5. Honoríficas ou dedicadas a honrar a memória de uma personagem distinguido.
6. Funerárias ou sepulcrais que se referem à morte de alguma pessoa.
7. Mistas ou comuns, de uso vulgar, tesselas, vasilhas, moedas, etc.

## Algumas inscrições notáveis
- Estela de Tel Dã
- Res Gestae Divi Augusti
- Pedra de Rosetta
- Inscrição de Beistum
- Inscrição do Dípilon
- Éditos de Açoca
- Inscrição de Laguna Copperplate
- Disco de Festo
- Inscrição Duenos
- Tabelas de Tebas
- Inscriptiones Latinae Selectae